# Cheremule
Cheremule (Chelèmure in sardo) è un comune italiano di 387 abitanti della città metropolitana di Sassari, nella regione storica del Meilogu.

## Geografia fisica

### Territorio
L'abitato è contornato dal verde; particolarmente significativo è il bosco di Su Tippiri che si estende dalle pendici del paese fino alla strada provinciale per Thiesi e non da meno è la pineta del monte Cuccuruddu.

## Storia
Il territorio fu abitato già in epoca neolitica per la presenza di diversi siti archeologici, e in epoca nuragica per la presenza di alcuni nuraghi.

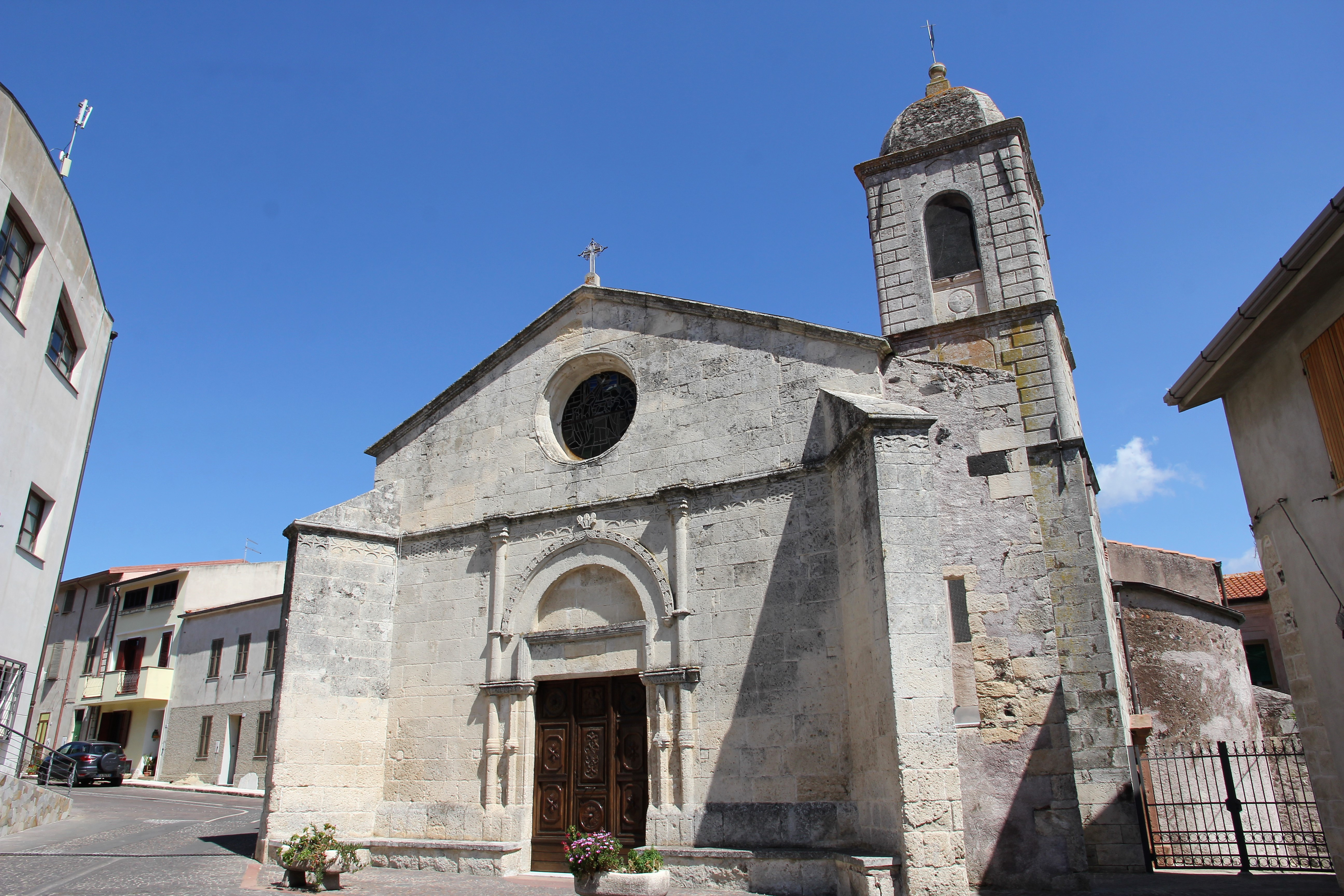
San Gabriele

In epoca medievale appartenne al Giudicato di Torres e fece parte della curatoria di Caputabbas. Alla caduta del giudicato (1259) passò ai Doria, e intorno alla metà del XIV secolo divenne un feudo sotto gli Aragonesi. Nel 1636 fu incorporato nel marchesato di Montemaggiore, concesso ai Canaveda. Da questi passò successivamente ai Manca, ai quali fu riscattato nel 1839 con la soppressione del sistema feudale.

### Simboli
Lo stemma e il gonfalone del comune di Cheremule sono stati concessi con il decreto del presidente della Repubblica del 7 marzo 2005.
(D.P.R. 07.03.2005)
Il gonfalone è un drappo di giallo con la bordatura di azzurro.

## Monumenti e luoghi d'interesse

### Architetture religiose
Tra i luoghi di culto vi sono:
- la chiesa parrocchiale di San Gabriele Arcangelo- patrono del paese la cui festa viene celebrata il 29 settembre - edificata nel secolo XVI in forme gotico-aragonesi;
- la chiesa di Santa Croce.

### Siti archeologici

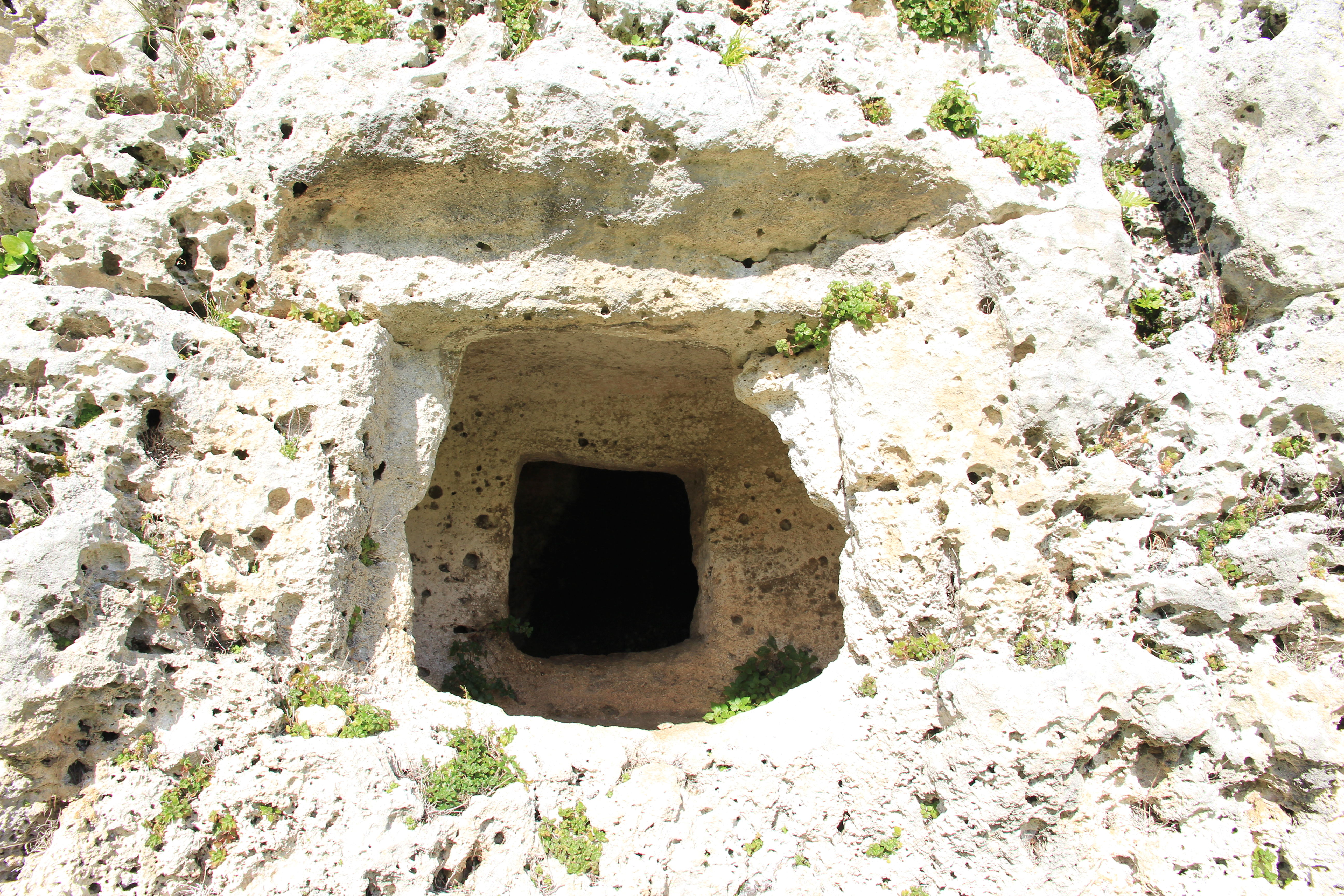
Necropoli di Moseddu

Nel territorio comunale si trovano diversi nuraghi oltre ad alcune necropoli ipogeiche risalenti alla periodo prenuragico. Da segnalare in particolare quella della necropoli di Museddu, inserita nel Parco dei Petroglìfi, nella quale sono presenti alcune domus de janas riportanti graffiti e protomi taurine sia al loro interno che all'esterno.
Durante la 47ª sessione del Comitato del Patrimonio Mondiale  UNESCO, tenutasi a Parigi, il Parco dei Petroglifi è stato riconosciuto come bene universale patrimonio dell'umanità. 
Sono ancora presenti alcune pinnettas, caratteristiche costruzioni pastorali in pietra di forma conica.

## Società

### Evoluzione demografica
Abitanti censiti

### Lingue e dialetti
La variante del sardo parlata a Cheremule è quella logudorese settentrionale.

## Geografia antropica
Il territorio comunale comprende anche l'isola amministrativa di Lados de Pramma, avente una superficie di 3,92 km².

## Amministrazione
| Periodo          | Periodo          | Primo cittadino        | Partito                              | Carica  | Note   |
| ---------------- | ---------------- | ---------------------- | ------------------------------------ | ------- | ------ |
| 23 aprile 1995   | 29 novembre 1998 | Salvatore Marras       | centro                               | Sindaco | [ 6 ]  |
| 29 novembre 1998 | 25 maggio 2003   | Antonio Maria Pittalis | lista civica                         | Sindaco | [ 7 ]  |
| 25 maggio 2003   | 15 giugno 2008   | Salvatore Masia        | lista civica                         | Sindaco | [ 8 ]  |
| 15 giugno 2008   | 26 maggio 2013   | Salvatore Masia        | lista civica                         | Sindaco | [ 9 ]  |
| 27 maggio 2013   | 10 giugno 2018   | Salvatore Masia        | lista civica "Cheremule Bene Comune" | Sindaco | [ 10 ] |
| 10 giugno 2018   | 29 maggio 2023   | Antonella Chessa       | Lista civica "Insieme per Cheremule" | Sindaco | [ 11 ] |
| 29 maggio 2023   | in carica        | Salvatore Masia        | Lista civica "Cheremule per tutti"   | Sindaco | [ 12 ] |